# God Eater 2
God Eater 2 (ゴッドイーター2, Goddo Ītā 2) es un videojuego desarrollado por Shift y publicado por Bandai Namco Entertainment el 14 de noviembre de 2013 en Japón para los dispositivos PlayStation Portable y  PlayStation Vita. 
Se trata de una secuela del videojuego God Eater. Esta entrega contiene una nueva configuración, así como un nuevo protagonista, nuevos monstruos y armas.

## Argumento
El juego tiene lugar 3 años después Gods Eater Burst. Una nueva pandemia causada por "Red Rain" ha golpeado el Poder Extremo Del Oriente. Los miembros de las fuerzas especiales "Blood", una filial de Fenrir que residen en una base móvil, son enviados a investigar. Una expansión titulada God Eater 2: Rage Burst fue lanzada en Japón para las plataformas PlayStation Vita y PlayStation 4. Fue lanzada en Occidente en verano de 2016 con versión para PlayStation 4, PlayStation Vita y Microsoft Windows.

## Jugabilidad
En comparación con Gods Eater Burst, hay nuevas características y adiciones, como las cuatro nuevas armas, Boost Hammer, Charge Spear, Variant Scythe y Shotgun.
El Boost Hammer es un martillo equipado con un propulsor de cohetes. La Charge Spear es una lanza grande que se puede "cargar" para formar una hoja orgánica afilada. La Variant Scythe es una guadaña grande que puede extenderse a una gran distancia. La escopeta es un cañón grande que dispara balas, lo que permite un mayor daño cuanto más cerca esté el jugador del oponente. La mayoría de las armas existentes tienen características y habilidades adicionales, como el corte hacia arriba "Rising Edge" de Short Blade que envía al personaje al aire y puede continuar con un combo aéreo, y la habilidad "Zero Stance" de Long Blade que puede cancelar animaciones de ataque, permitiendo así combos más largos o cancelar un ataque para bloquear o esquivar ataques.
Las Blood Arts, una de las nuevas incorporaciones al juego, son "complementos de ataque" que aumentan los ataques normales de todo tipo para convertirlos en ataques más fuertes, desbloqueando así nuevas Blood Arts o convirtiendo las existentes en variantes mucho más fuertes. Para aumentar la competencia de Blood Art es necesario completar misiones. Terminar una misión con un rango más alto otorga más puntos de experiencia al Blood Art actualmente equipado y a otros Blood Arts de la misma variante.
Los jugadores pueden interactuar con varios personajes, quienes pueden invitarlos a misiones secundarias opcionales. Completarlos les brinda a los jugadores materiales, elementos o incluso Blood Arts adicionales. Desbloqueados a través de episodios de personajes, los dispositivos de soporte de enlace permiten a los jugadores obtener efectos de estado en la batalla, como un 10% de poder de ataque adicional entre dos y cinco minutos de la misión. Hay un límite de 100 puntos que se pueden usar para equiparlos, y cada dispositivo Link consume entre 10 y 60 puntos.

## Desarrollo
El juego fue anunciado el 15 de septiembre de 2011 durante la Convención Anual de videojuegos Tokyo Game Show.
En septiembre de 2011, durante la entrevista de Famitsu y Yusuke Tomizawa, productor de God Eater, dijo: 

God Eater 2 fue identificar lo que los usuarios encuentran divertido acerca del juego; Estamos desarmandola y montandola desde cero
Yusuke Tomizawa